# Campionato francese di rugby a 15 1908-1909
Il Campionato francese di rugby a 15 1908-1909 fu vinto dallo Stade bordelais che sconfisse lo Stade toulousain in finale.

## Semifinali
| Lione 14 marzo 1909 | F.C Lyon | 3 – 5 | Stade toulousain |  |

| Lione 14 marzo 1909 | Stade bordelais | 18 – 0 | Racing Club de France |  |

## Finale
| Tolosa 4 aprile 1909 | Stade bordelais | 17 – 0 | Stade toulousain | Stade des Ponts-Jumeaux |
| \| \| \| \| \| mete: Massé, Laffitte Leuvielle (2), Thil trasf.: Delaye Delaye \| Marcatori \| \| \| Augustin Hordebaigt Marc Giacardy Marcel Laffitte Alphonse Massé Hélier Thil Robert Monier Herman Droz Robert Blanchard Delaye J.Tachoires Maurice Leuvielle Fernand Perrens Maurice Bruneau Hunter Henri Martin \| Formazioni \| Louis Ramondou Jean Julien Gaston Serisey André Perrens Octave Lery Henri Avejean Hector Tallavignes Maurice Fouchou Pierre Mounicq François-Xavier Dutour André Moulines Adrien Bouey Jean Laguionie Auguste Fabregat Augustin Pujol Joseph Séverat \| |                 | |                  |                         |
| |                 | |                  |                         |
| mete: Massé, Laffitte Leuvielle (2), Thil trasf.: Delaye Delaye | Marcatori       | |                  |                         |
| Augustin Hordebaigt Marc Giacardy Marcel Laffitte Alphonse Massé Hélier Thil Robert Monier Herman Droz Robert Blanchard Delaye J.Tachoires Maurice Leuvielle Fernand Perrens Maurice Bruneau Hunter Henri Martin | Formazioni      | Louis Ramondou Jean Julien Gaston Serisey André Perrens Octave Lery Henri Avejean Hector Tallavignes Maurice Fouchou Pierre Mounicq François-Xavier Dutour André Moulines Adrien Bouey Jean Laguionie Auguste Fabregat Augustin Pujol Joseph Séverat |                  |                         |

## Fonti
La Croix, 1909